# Ben Tune
Benjamin Newman Tune (Brisbane, 28 de diciembre de 1976) es un exjugador australiano de rugby que se desempeñaba como wing o centro.

## Carrera

### Queensland RU
Debutó en primera del Queensland RU en 1995 con 18 años siendo señalado rápidamente como una de las promesas del rugby australiano.

### Queensland Reds
Su gran potencial le permitió ser contratado por los Queensland Reds, una de las franquicias australianas del Super Rugby en 1995, debutando en la temporada inaugural ante los Highlanders. Tune jugó con el equipo durante las primeras doce temporadas de la competición, hasta su retiro en 2007, pero nunca consiguió una victoria durante ese tiempo.

## Selección nacional
Tune debutó en los Wallabies el 22 de junio de 1996 ante los Dragones rojos. Formó parte de la mejor generación australiana de la historia, la comprendida entre 1999 y 2003.
Se retiró de ella el 8 de julio de 2006 frente a los All Blacks. En total jugó 46 partidos y marcó 24 tries.

### Participaciones en Copas del Mundo
Tune sólo participó de una Copa del Mundo; Gales 1999. Tune disputó cinco de los siete partidos y marcó 3 tries, el último de ellos en la final ante Les Bleus.
| Mundial                       | Sede  | Resultado | PJ | Tries |
| ----------------------------- | ----- | --------- | -- | ----- |
| Copa Mundial de Rugby de 1999 | Gales | Campeón   | 5  | 3     |

## Palmarés
- Campeón del Rugby Championship de 2000.